# Heremites
Heremites — рід сцинкоподібних ящірок родини сцинкових (Scincidae). Представники цього роду мешкають в Азії і Північній Африці.

## Види
Рід Heremites нараховує 3 види:
- Heremites auratus (Linnaeus, 1758)
- Heremites septemtaeniatus (Reuss, 1834)
- Heremites vittatus (Olivier, 1804)

## Етимологія
Наукова назва роду Heremites походить від слова дав.-гр. ερημιτης — відлюдник, пустельник.